# Reflex
Ein Reflex (lat. reflexus, Partizip Perfekt Passiv von reflectere ‚zurückbeugen‘) ist eine unwillkürliche, rasche und stets gleichartige Reaktion eines Organismus auf einen bestimmten Reiz. Reflexe werden neuronal vermittelt.
Reflexe können vom einfachen Reflexbogen bis hin zu Reflexkreisen „höherer“ Art unterschiedlich komplex sowie angeboren oder erworben sein; im letzteren Fall wird auch von gelernten, erworbenen, bedingten oder konditionierten Reflexen geredet. Angeborene oder unbedingte Reflexe stellen biologisch vorgeformte Reaktionsweisen dar. Sie werden als evolutionäre Anpassung an Lebensbedingungen gedeutet.
Reflexe ermöglichen Lebewesen ein Leben in einer langfristig konstanten Umwelt: durch ein auf derartige Lebensbedingungen eingestelltes automatisches, schematisches oder stereotypes Reagieren, das unter gleich bleibenden Umständen dazu ausreicht, bis zur Geschlechtsreife zu leben und Nachkommen zu zeugen.

## Eigenschaften von Reflexen
Voraussetzung für das Auftreten von Reflexen ist die Fähigkeit eines Organismus, Wahrnehmungen zu machen, diese automatisch zu verarbeiten und in einem eben solchen Zusammenspiel von Sinnesorganen, Nerven und Muskeln auf spezifische Reize reizadäquate Reaktionen zu entwickeln (Reizbarkeit), die ihm ein eigenständiges Leben ermöglichen oder sichern.
Genetisch verankerte und reflektorisch zustande kommende Reaktionsweisen sind dabei quasi evolutionär „erprobte“ Reaktionsweisen; sie bilden sich nur bei Lebewesen aus, bei denen sie sich im Hinblick auf langfristige konstante Lebensbedingungen als effektiv für das eigene Leben erwiesen haben. Mit angeborenen Reflexen stehen einem Lebewesen Anpassungsleistungen und Überlebensfähigkeiten zur Verfügung, die es nicht selbst erst erlernen muss. Einige Reflexe, die den Körper oder einzelne Organe vor Schädigungen schützen – wie zum Beispiel der Lidschlussreflex – werden daher auch als Schutzreflexe bezeichnet.
Um 1827 führte Marshall seine für die Physiologie bedeutenden Reflexstudien durch.

## Reflexformen
Verhaltensbiologen unterscheiden folgende Reflexarten:
- Unbedingte, unkonditionierte oder angeborene Reflexe: Sie sind entweder bereits mit Geburt eines Lebewesens voll ausgebildet oder entwickeln sich im Verlaufe seiner Entwicklung bis zur Geschlechtsreife und dem Wachstumsende (Reifung); typisch für derartig biologisch angelegte Reaktionsweisen ist es, dass jedes Individuum einer Art identische Reaktionen und Reaktionsabläufe auf gleichartige Reizkonstellationen zeigt, die nur in der jeweiligen Intensität wie Schnelligkeit oder Heftigkeit variieren (können). Ein Beispiel ist der Lidschlussreflex.
- Bedingte oder konditionierte Reflexe: So werden reflexartige Reaktionsweisen genannt, die nicht angeboren sind, sondern erlernt wurden. Sie werden auch als erworbene Reflexe bezeichnet. Bei dieser Form des Lernens können auch viszerale Reaktionen konditioniert werden; um die Erforschung dieses Phänomens hat sich besonders der russische Wissenschaftler Iwan Petrowitsch Pawlow (1849–1936) verdient gemacht. Beispiel dafür ist sein berühmtes Hunde-Experiment: Einigen Hunden wurde immer dann, wenn sie Futter vorgesetzt bekamen, zugleich ein Glockenton zu Gehör gebracht. Nach einiger Zeit begannen die Hunde, Verdauungssekrete auch dann zu produzieren, wenn sie nur den Glockenton hörten. Der ursprünglich neutrale (weil für die Fütterung irrelevante) Glockenton hatte bei den Hunden augenscheinlich die gleiche Auslöserfunktion übernommen wie das Futter selbst; man spricht in derartigen Fällen auch davon, dass Fütterung und Glockenton sich assoziiert haben, und nennt diese Art des Lernens „Klassische Konditionierung“. Wie dann in der vor allem in den USA durchgeführten behavioristischen Lernforschung gezeigt wurde, können durch derartiges assoziatives Lernen alle dazu fähigen Lebewesen eine Unzahl von Reaktionsweisen ausbilden, dieses Wissen wurde bei Tierdressuren schon immer und gezielt angewandt.
- Eigenreflexe werden Reflexe genannt, bei denen der auslösende Reiz und die Reflexantwort im selben Organ (meist Muskel) stattfinden. Ein Beispiel für einen Eigenreflex ist der bekannte Knie- oder Patellarsehnenreflex, der mit einem kurzen Schlag knapp unterhalb des Knies auf die Sehne des entspannten Musculus quadriceps femoris ausgelöst werden kann. Durch den Schlag werden Dehnungsrezeptoren im Muskel, die Muskelspindeln, angeregt und über einen im Rückenmark verschalteten Reflexbogen eine Kontraktion des M. quadriceps erreicht, der zu einer kurzdauernden Streckbewegung im Kniegelenk führt. Der Sinn derartiger muskulärer Reflexe besteht darin, bei Stößen von außen oder plötzlicher Lageänderung durch Gegenregulation die jeweilige Haltung aufrechtzuerhalten oder wiederherzustellen: Bei einem kurzen Tritt von hinten in die Kniekehle (plötzliche Beugung und damit Dehnung des Musculus quadriceps femoris) kann der Patellarsehnenreflex beispielsweise dazu beitragen, einen Sturz zu verhindern; ähnlich verhält es sich beim Stolpern. Bei Eigenreflexen findet, anders als bei Fremdreflexen, keine Habituation (Abschwächung oder Ausbleiben der Reflexantwort bei wiederholter Reizung) statt.
- Fremdreflexe: So werden Reflexe genannt, wenn das reizwahrnehmende Organ nicht das Organ ist, das die Reflexantwort ausführt. Ein Beispiel ist der Kornealreflex: Wenn die Hornhaut des Auges etwa durch einen Luftzug gereizt wird, wird das Augenlid reflektorisch geschlossen. Die Reizung folgt an einer Stelle, die mangels Muskeln selbst nicht reagieren kann; und der Lidmuskel, der zum Schutz der Hornhaut aktiviert wird, wurde seinerseits nicht gereizt. Fremdreflexe sind im Gegensatz zu Eigenreflexen habituierbar.
- Koordinierte Reflexbewegungen: Von solchen spricht man, wenn auf einen Reiz eine mehr oder weniger große Gruppe von Muskeln aktiviert wird (eventuell unter Einschluss der Aktivierung weiterer Organe wie Drüsen oder Herz und Darm und Auslösung sonstiger vegetativer Reaktionen). Hierher gehören zum Beispiel der Saugreflex und der Greifreflex des Säuglings, diese zwei Reflexe können zudem nach einiger Zeit nicht mehr oder nur unter pathologischen Bedingungen noch oder wieder ausgelöst werden. Vor allem bestehen aber sämtliche gefühlsmäßigen Reaktionen (kurz als Gefühle oder Gefühlsäußerung bezeichnet), in reflektorisch zustande kommenden, hochgradig koordinierten Reflexbewegungen, die allerdings aufgrund ihrer Komplexität in gewissem Rahmen auch bewusst beeinflussbar sind.
- Frühkindliche oder primitive Reflexe: → Frühkindlicher Reflex.
- Stellreflexe sind dem Mittelhirn[2][3]  entstammende Muskelreflexe, welche die Einnahme der üblichen Körperhaltung aus einer ungewöhnlichen Körperstellung heraus steuern. D.h. ein hingefallenes Tier stellt sich auf, eine fallende Katze dreht sich so, dass sie in stehender Haltung landet (siehe Stellreflex der Katze). Häufig wird zunächst der Kopf in eine aufrechte Stellung gebracht, dann folgt über den Halsstellreflex die Positionierung des restlichen Körpers. Die Stellreflexe werden wie die Stehreflexe durch eine Haltung ausgelöst und gehören darum zu den statischen bzw. statokinetischen Reflexen.[4]

Die Bezeichnung atavistischer Reflex stammt nicht aus der Verhaltensforschung, sondern wird eher synonym zu „primitiver Reflex“ und oft als jargonhafte Bezeichnung für situationsinadäquates Reagieren verwendet – etwa durch Regression auf kulturell für überwunden oder obsolet gehaltene, eventuell auch für Kinder typische Verhaltensweisen u. Ä.

## Belege
1. ↑  Paul Diepgen, Heinz Goerke: Aschoff/Diepgen/Goerke: Kurze Übersichtstabelle zur Geschichte der Medizin. 7., neubearbeitete Auflage. Springer, Berlin/Göttingen/Heidelberg 1960, S. 31.
2. ↑  Magnus R. (1924) Stellreflexe. In: Körperstellung. Monographien aus dem Gesamtgebiete der Physiologie der Pflanzen und der Tiere. Seite 195. Springer, Berlin, Heidelberg, 1924. doi:10.1007/978-3-662-25478-3_5; Print ISBN 978-3-662-23426-6, Online ISBN 978-3-662-25478-3
3. ↑  A. Bethe, G.v. Bergmann, G. Embden, A. Ellinger: Handbuch der normalen und pathologischen Physiologie: Fünfzehnter Band / Erste Hälfte Correlatonen I/1, Springer-Verlag, 1930, Seite 41
4. ↑  Kompaktlexikon der Biologie: Stellreflexe. In: Kompaktlexikon der Biologie auf spektrum.de.